# Belmira
Belmira là một khu tự quản thuộc tỉnh Antioquia, Colombia. Thủ phủ của khu tự quản Belmira đóng tại Belmira Khu tự quản Belmira có diện tích 296 ki lô mét vuông. Đến thời điểm ngày 28 tháng 5 năm 2005, khu tự quản Belmira có dân số 5114 người.